# Feuersang
Feuersang är en bergstopp i Österrike.   Den ligger i distriktet Sankt Johann im Pongau och förbundslandet Salzburg, i den centrala delen av landet, 270 km sydväst om huvudstaden Wien. Toppen på Feuersang är 2 345 meter över havet.
Terrängen runt Feuersang är huvudsakligen bergig, men åt sydväst är den kuperad. Närmaste större samhälle är Bad Gastein, 4,3 km nordväst om Feuersang. 
Trakten runt Feuersang består i huvudsak av gräsmarker. Runt Feuersang är det ganska glesbefolkat, med 29 invånare per kvadratkilometer.